# Кальдерон, Дамарис
Дама́рис Кальдерон Кампос (исп. Damaris Calderón Campos; род. 1967, Гавана) — кубинская поэтесса, виднейшая представительница поколения 80-х.

## Биография
Окончила Гаванский университет и Педагогический университет в Сантьяго по отделению классической филологии. С 1995 живет в Чили, преподает в частном Университете Finis Terrae, вместе с Марией Эленой Эрнандес Кабальеро основала издательство Las Dos Fridas. Её книги выходят на Кубе, в Мексике, Чили и др. Стихи представлены во всех антологиях новейшей кубинской и латиноамериканской поэзии. Выступает также как историк латиноамериканской литературы, литературный критик, под её редакцией вышла представительная антология современной чилийской поэзии (2008).

## Книги стихов
- Con el terror del equilibrista (1987)
- Duras aguas del trópico (1992)
- Guijarros (1994, переизд. 1997)
- Babosas: dejando mi propio rastro (1998)
- Duro de roer (1999, переизд. 2005)
- Sílabas, ecce homo (2000, переизд. 2001)
- Parloteo de sombra (2004)
- Los amores del mal (2006)
- El arte de aprender a despedirse: apuntes de viaje (2007)
- La extranjera (2007)
- El remoto país imposible (2009, книга on line)
- El infierno otra vez (2010)
- Rayados en el muro (2011)
- Las pulsaciones de la derrota (2012)

## Публикации на русском языке
- [Стихотворения]/ Перевод Бориса Дубина// Воздух, 2013, № 1-2, с. 199—202

## Признание
Стихи переведены на английский, французский, немецкий, португальский, голландский и др. языки. Лауреат нескольких кубинских и чилийских литературных премий. В 2011 получила стипендию Мемориального фонда Джона Саймона Гуггенхайма по поэзии ().